# マヌエル・オソーリオ・マンリーケ・デ・スニガの肖像
『マヌエル・オソーリオ・マンリーケ・デ・スニガの肖像』（マヌエル・オソーリオ・マンリーケ・デ・スニガのしょうぞう、西: Retrato de Manuel Osorio Manrique de Zuñiga, 英: Portrait of Manuel Osorio Manrique de Zuñiga）は、スペインのロマン主義の巨匠フランシスコ・デ・ゴヤが1787年から1788年に制作した肖像画である。油彩。幼くして死去した第11代アルタミラ伯爵ビセンテ・ホアキン・オソーリオ・デ・モスコソ・イ・グスマンの息子マヌエル・オソーリオ・マンリーケ・デ・スニガ（Manuel Osorio Manrique de Zuñiga）を描いている。マヌエルは赤い衣装を着た姿で描かれているため、『赤い服の少年』（Boy in Red）の愛称でも知られている。現在はニューヨークのメトロポリタン美術館に所蔵されている。

## 制作経緯
マヌエルは1784年4月11日に第11代アルタミラ伯爵ビセンテ・ホアキン・オソーリオ・モスコソ・イ・グスマンとビリャフランカ侯爵の娘マリア・イグナシア・アルバレス・デ・トレド（María Ignacia Álvarez de Toledo Condesa de Altamira）との間に生まれた。1786年、ゴヤはサン・カルロス銀行（現在のスペイン銀行）の総裁であった、第11代アルタミラ伯爵のために全身肖像画を制作した。この肖像画はサン・カルロス銀行の関係者を描いた一連の肖像画の1つで、この作品がアルタミラ伯爵の家族に好評だったことにより、ゴヤは続いて伯爵の家族の肖像画を依頼された。そこで1786年から1788年の間に、娘のマリア・アグスティナ（María Agustina）を抱いた妻マリア・イグナシア・アルバレス・デ・トレド・コンデサ・デ・アルタミラの肖像画、息子トラスタマラ伯爵ビセンテ・オソーリオ・デ・モスコソの肖像、そして本作品であるマヌエル・オソーリオ・マンリーケ・デ・スニガの肖像画が制作された。その後、マヌエルは1792年6月12日にわずか8歳で死去した。

## 作品
マヌエルは赤い衣装を着て立っている。マヌエルは数匹のペットを連れており、その両手にカササギの左足に結び付けられた紐を持っている。カササギはゴヤの名前が記されたカードをくちばしで咥えている。マヌエルの左側には5、6羽のゴシキヒワの入った鳥かごが置かれている。また右側には3匹の猫が座り、カササギをじっと見つめている。猫のうち1匹は三毛猫であり、別の1匹は黒猫である。一般的に、これらの動物はスペインの画家ディエゴ・ベラスケスや、イギリスの画家ジョシュア・レノルズ、ウィリアム・ホガースにおける、子供を描いた肖像画の伝統の範囲内にある。
動物たちは様々に解釈されている。鳥かごの中に描かれた鳥は魂と無垢の象徴であり、猫は悪の軍勢として見なすことができる。たとえば美術史家ウォルター・ハイル（Walter Heil）は、「この愛らしい無垢な子供の肖像画の中にも、ゴヤは残酷で薄気味悪い雰囲気をもたらしている」と述べた。クラウス・ヴァーチ（Claus Virch）は、猫たちが恐ろしいほどの悪意を抱いており、次の瞬間にはカササギや鳥かごに跳びかかり、それらを打ち壊し、引き裂いて、混乱と悲しみを引き起こすことは容易に想像できるとし、画面に「暗い悪の軍勢を導入することで、ゴヤは無垢な若者の描写に感動を与えた」と述べている（1967年）。ヴィクター・チャン（Victor Chan）によると、鳥かごは幼少期の拘束と保護の象徴であり、猫は幸運、時間、悲運を表し、カササギは天が定めた運命を表している（1980年）。 さらに、ウィリアム・L・プレスリー（William L. Pressly）は、キリストと受難についての言及（1992年）、マヌエラ・メナは幼児教育に関する啓蒙主義の見解と見なしている（2004年）。
制作年代については、1787年から1788年に描かれたと考えられている。これは肖像画に描かれたマヌエルの年齢が3歳か4歳に見えることから裏付けられる。その一方で、肖像画が制作されたのはマヌエルの死後であり、1792年以降に描かれたとする説もあるが、その可能性は低いと考えられている。

## 来歴
マヌエルの肖像画は伯爵家で相続されていたが、1878年に第13代アルタミラ伯爵ビセンテ・ピオ・オソーリオ・デ・モスコソ・イ・ポンセ・デ・レオンによって個人コレクションに売却された。その後、フランスの劇作家アンリ・ベルンスタンの手に渡ると、肖像画の複製を1924年に公演された『鏡の間』（La Galerie des Glaces）の小道具として使用した。翌年、ベルンスタンは肖像画を美術商のデュビーン・プラザーズに45万フランと9,000ポンドで売却した。これを1927年に購入したのは、ニューヨークの銀行家、美術収集家ジュール・ベイチュである。彼はこの肖像画を大変に気に入った娘キャサリン・ベイチュ・ミラーの提案を受けて購入し、キャサリンはそれをアパートに目立つように飾った。ベイチュが1944年に死去すると、本作品を含むコレクションの大部分はメトロポリタン美術館に遺贈された。またキャサリンはそれ以降も肖像画を毎年自宅で飾ることが許された。

## 評価
本作品は1923年に早くも美術史家アウグスト・L・マイヤーによって、1780年代にゴヤが描いた子供の肖像画の中で「おそらく最高のもの」であると評された。その後、肖像画はアイコン的な地位を獲得するに至った。これはデュヴィーン・ブラザーズがマヌエルの肖像画を大々的に宣伝し、ジュール・ベイチュに売却したことも少なからず関係している。40年後の1967年、クラウス・ヴァーチは「これまで描かれた子供の肖像画の中で最も魅力的かつ成功を収めた作品の1つであり、また最も有名な作品の1つでもある」と評した。

## ギャラリー
ゴヤによる第11代アルタミラ伯爵の家族の肖像

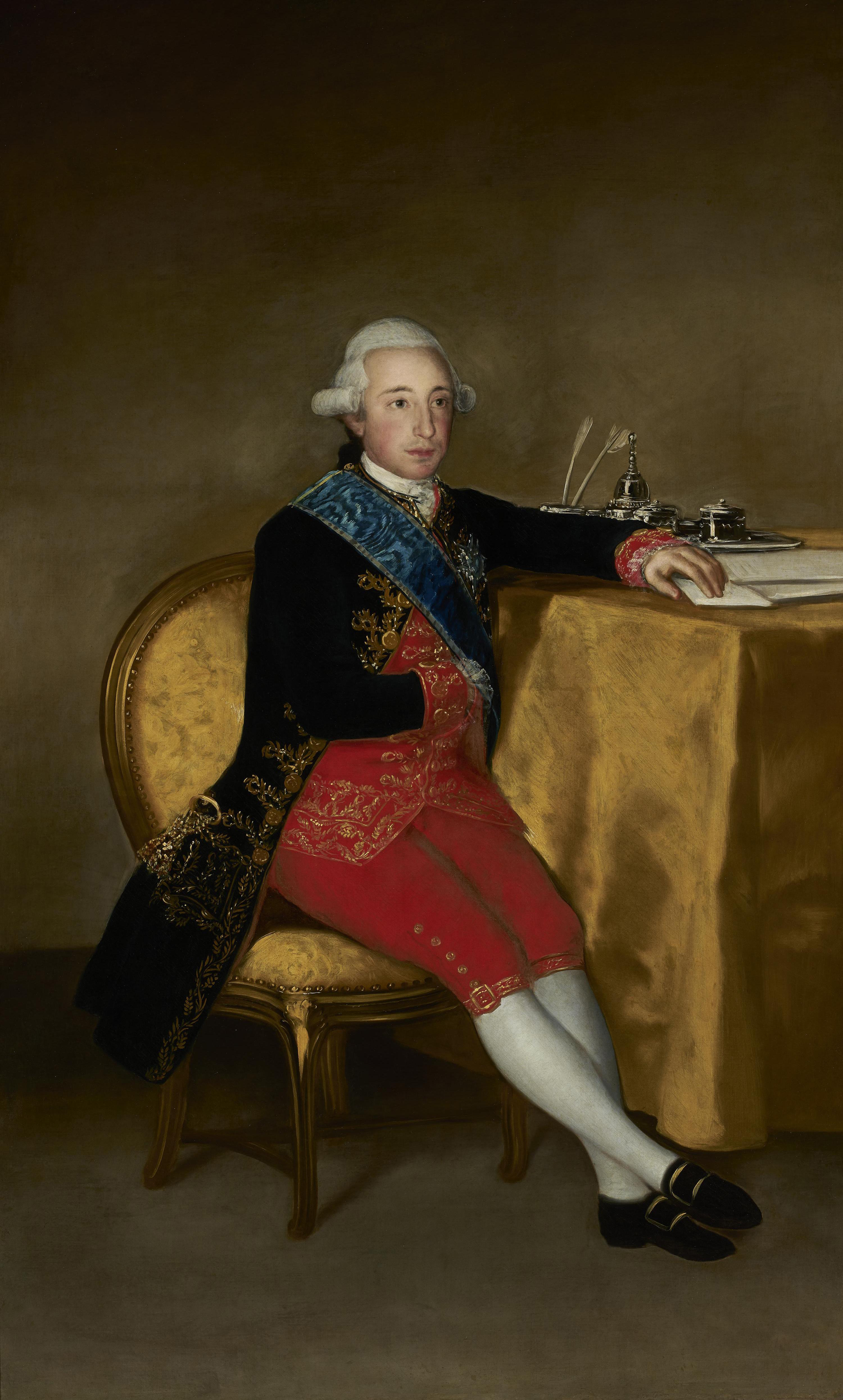
『ビセンテ・ホアキン・オソーリオ・デ・モスコソ・イ・グスマンの肖像』1787年 スペイン銀行所蔵
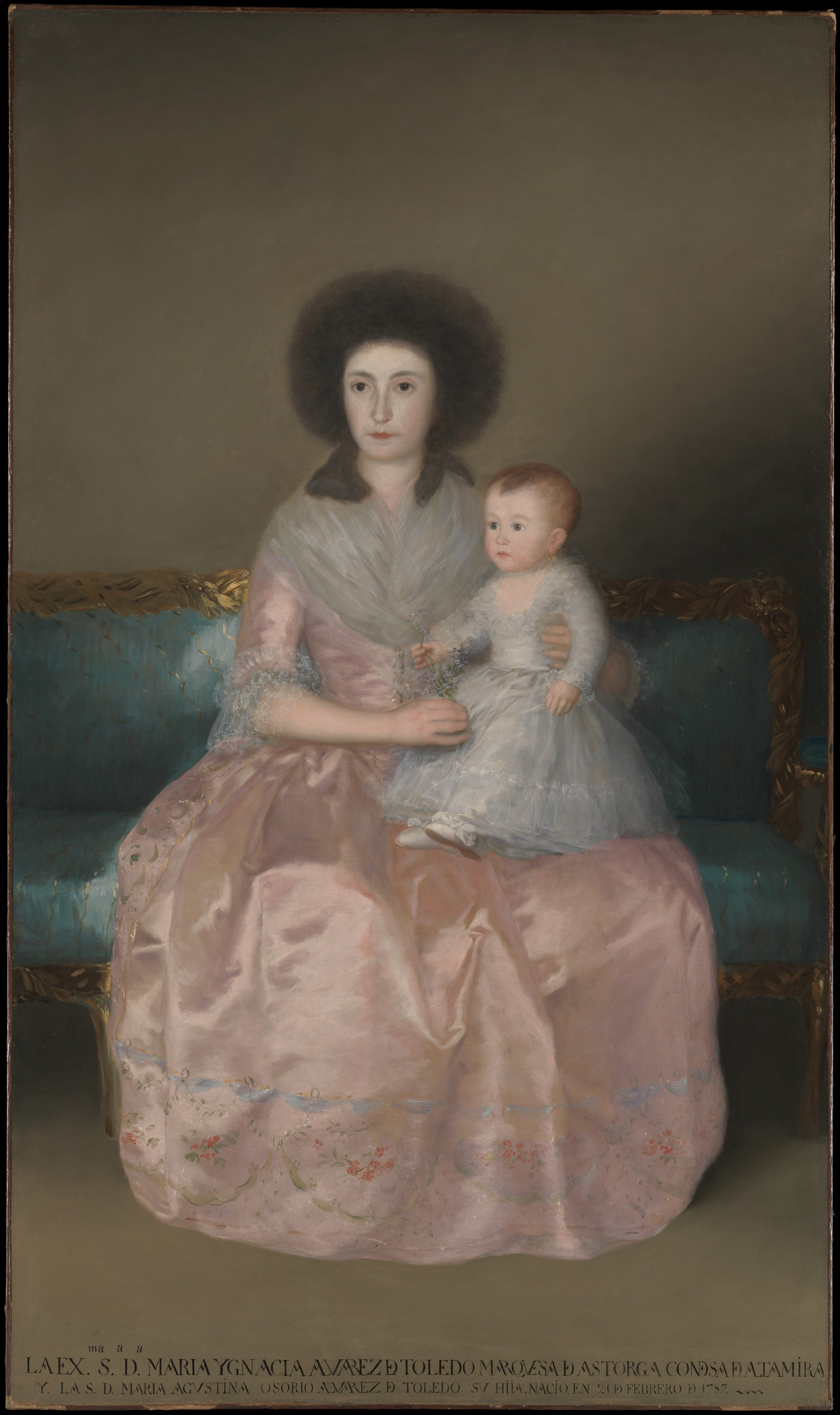
『アルタミラ伯爵夫人と娘の肖像』1787年-1788年 メトロポリタン美術館所蔵
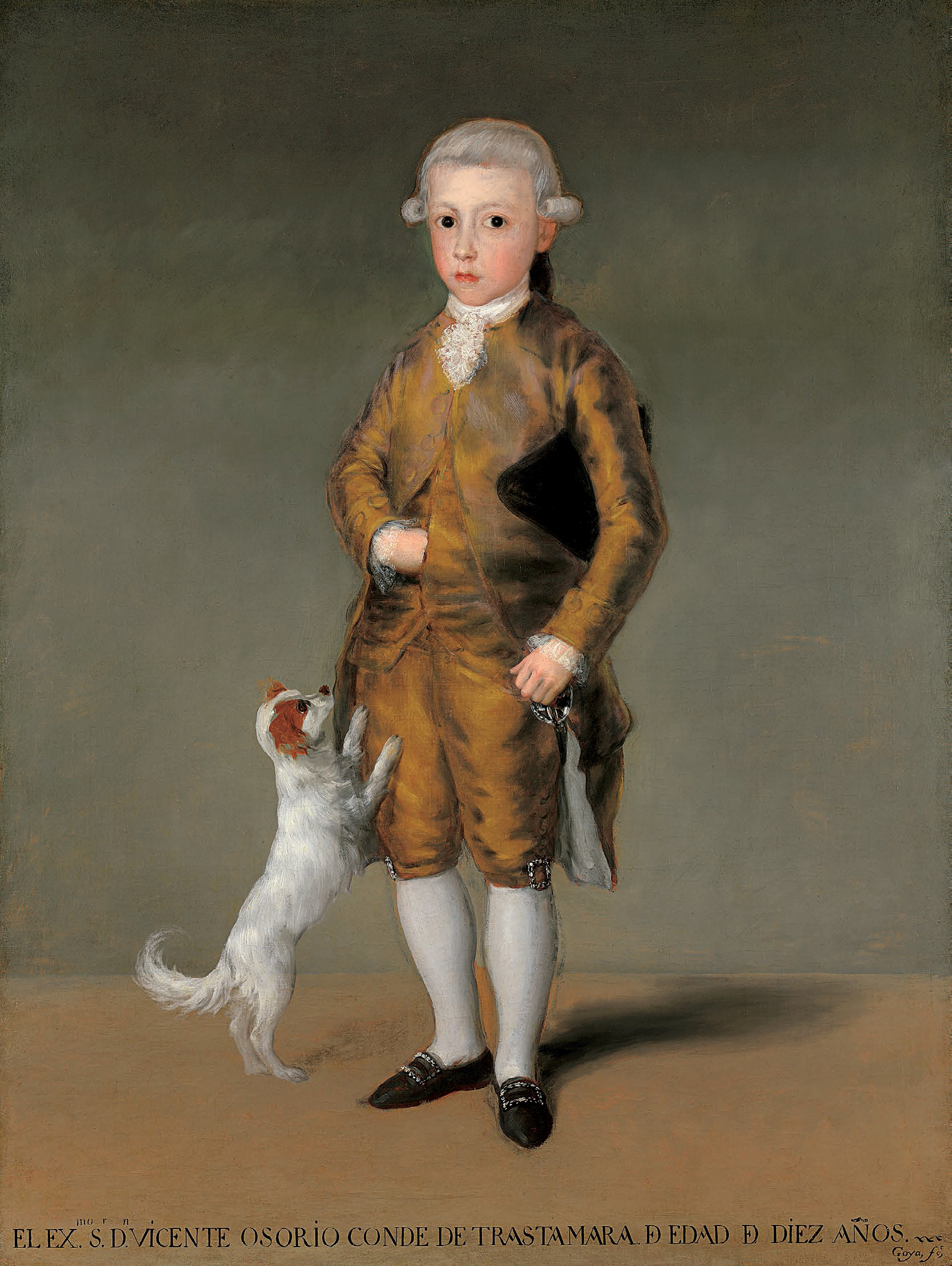
『トラスタマラ伯爵ヴィセンテ・イサベル・オソーリオ・デ・モスコソの肖像』1786年-1787年 ヒューストン美術館所蔵